# Sự kiện Vịnh Con Lợn

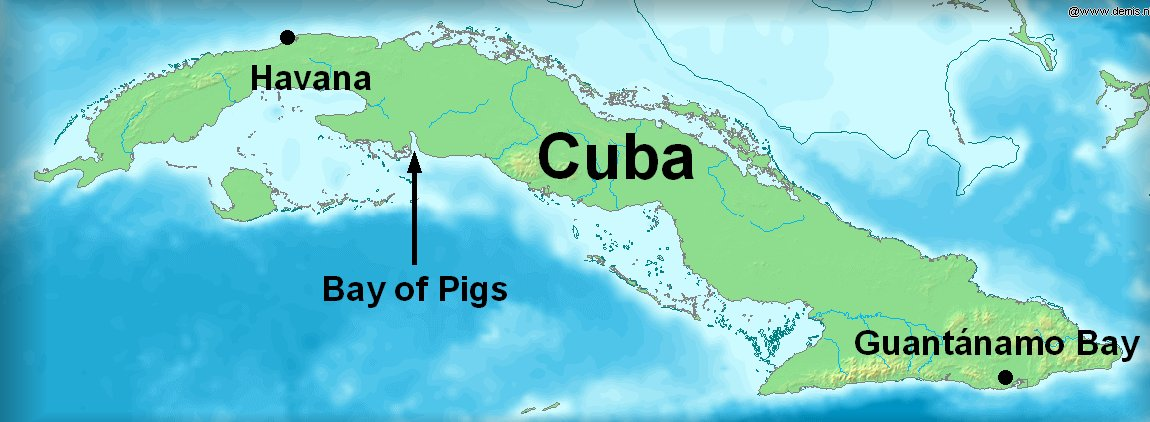
Bản đồ vị trí vịnh Con Lợn.

Sự kiện Vịnh Con Lợn (còn có tên là La Batalla de Girón, hoặc Playa Girón ở Cuba) hay Trận chiến Girón (đọc là Hi-rôn), là một chiến dịch đổ bộ thất bại ở bờ biển phía tây nam Cuba năm 1961 bởi những người Cuba lưu vong có tư tưởng chống Cộng dưới sự đào tạo của CIA nhằm lật đổ chính phủ của Fidel Castro.
Kế hoạch được tiến hành vào tháng 4 năm 1961, chưa đầy ba tháng kể từ khi John F. Kennedy lên nhậm chức tổng thống Hoa Kỳ. Kết quả sau ba ngày chiến đấu, quân đội cách mạng Cuba đã đánh bại đội quân lưu vong. Quan hệ Cuba – Hoa Kỳ đã xấu còn tiếp tục tồi tệ hơn sau đó với Khủng hoảng tên lửa Cuba năm 1962.
Sự kiện này được đặt tên theo vịnh Con Lợn, một cách dịch từ tiếng Tây Ban Nha Bahía de Cochinos. Cuộc đổ bộ chính trong sự kiện xâm lược này diễn ra tại bờ biển Playa Girón, nằm ở cửa vịnh, vì vậy trận đánh này còn gọi là La Batalla de Girón.

## Bối cảnh chính trị

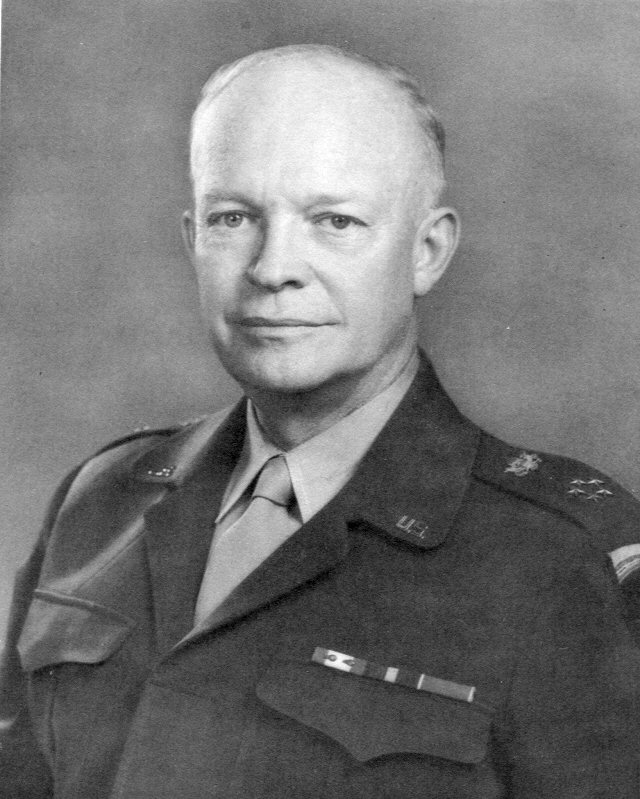
Tổng thống Hoa Kỳ Dwight D. Eisenhower.

Ngày 16 tháng 3 năm 1960, Tổng thống Hoa Kỳ Dwight D. Eisenhower đã ra lệnh cho Cơ quan Tình báo Trung ương Hoa Kỳ (CIA) dùng Đơn vị Hoạt động Đặc biệt của mình để vũ trang, huấn luyện và chỉ đạo những người Cuba lưu vong để thực hiện đổ bộ xâm lược vào Cuba, nhằm lật đổ chính quyền do Fidel Castro mới thành lập ở Cuba. Eisenhower nói rằng chính sách của chính phủ Hoa Kỳ là phải hỗ trợ cho lực lượng du kích chống Fidel. Ban đầu CIA rất tự tin là họ đủ khả năng lật đổ chính phủ Cuba, vì đã có kinh nghiệm thành công trước đây như Cuộc đảo chính ở Guatemala 1954. Một kế hoạch có bí danh Chiến dịch Pluto được Phó giám đốc Kế hoạch của CIA Richard Mervin Bissell, Jr. thảo ra, dưới quyền của Giám đốc CIA Allen Dulles.
Kế hoạch ban đầu của CIA là sẽ xâm nhập bằng tàu vào thành cổ thuộc địa Trinidad, Cuba, cách La Habana khoảng 270 km về phía đông nam, tại chân của Dãy núi Escambray thuộc tỉnh Sancti Spiritus. Trinidad có hạ tầng cầu cảng tốt, và khá gần với các hoạt động phản cách mạng tại Cuba. CIA về sau cũng đề nghị các phương án thay thế, đến ngày 11 tháng 3 năm 1961 Tổng thống Kennedy và nội các của ông đã lựa chọn phương án Vịnh Con Lợn (hay còn được gọi là Chiến dịch Zapata), vì nó có đường sân bay thích hợp cho hoạt động của máy bay ném bom B-26 và ít "ồn ào" về mặt quân sự hơn, vì vậy có vẻ sẽ dễ khước từ sự liên quan trực tiếp của Hoa Kỳ hơn. Khu vực đổ bộ được đổi sang những bãi biển bao quanh vịnh Con Lợn tại tỉnh Las Villas, cách La Habana 150 km về phía đông nam, nằm ở phía đông bán đảo Zapata. Cuộc đổ bộ dự kiến sẽ diễn ra tại Playa Girón (bí danh Bãi xanh dương), Playa Larga (bí danh Bãi đỏ), và Caleta Buena Inlet (bí danh Bãi xanh lá).
Vào tháng 3 năm 1961, CIA giúp những người Cuba lưu vong tại Miami thành lập Hội đồng Cách mạng Cuba (CRC), do José Miró Cardona, cựu Thủ tướng Cuba vào tháng 1 năm 1959, làm chủ tịch. Cardona trên thực tế trở thành tổng thống chờ đợi cho chính quyền Cuba hậu xâm lược.

## Sự chuẩn bị và huấn luyện cho cuộc đổ bộ
Vào tháng 4 năm 1960, CIA bắt đầu tuyển mộ người Cuba lưu vong có tư tưởng chống Fidel tại khu vực Miami. Đến tháng 7 năm 1960, quá trình tuyển lựa và huấn luyện diễn ra tại Đảo Useppa và một số địa điểm khác tại Nam Florida, như Homestead AFB. Những cuộc huấn luyện về đánh du kích diễn ra tại Trại Gulick, Panama và Trại Clayton, Panama. Sau khi tăng mức độ tuyển dụng, việc huấn luyện bộ binh được thực hiện tại một căn cứ của CIA có bí danh JMTrax gần Retalhuleu tại Sierra Madre trên bờ biển Thái Bình Dương của Guatemala. Nhóm lưu vong tự gọi mình là Lữ đoàn 2506 (Brigada Asalto 2506). Vào mùa hè năm 1960, một trường bay (có bí danh JMMadd, hay Căn cứ Rayo) được xây dựng gần Retalhuleu, Guatemala. Huấn luyện bắn súng và bay cho lực lượng bay của Lữ đoàn 2506 được những nhân viên đến từ Alabama ANG (Bảo vệ Hàng không Quốc gia) đảm nhiệm, đã sử dụng ít nhất là sáu chiếc Douglas B-26 Invader dán nhãn FAG (Fuerza Aérea Guatemalteca), những chiếc sẽ được bán hợp pháp cho FAG nhưng được hoãn 6 tháng. 26 chiếc B-26 khác lấy từ kho vũ khí của Hoa Kỳ, được 'làm sạch' tại 'Field Three' để xóa hoàn toàn xuất xứ, và khoảng 20 chiếc trong số đó được cải tạo cho chiến dịch tấn công bằng cách bỏ đi các quân trang phòng vệ, chuẩn hóa mũi tám súng, bổ sung buồng thả dưới cánh, khay tên lửa, v.v. Việc huấn luyện lính nhảy dù được tiến hành ở căn cứ Garrapatenango, gần Quetzaltenango, Guatemala. Việc huấn luyện xử lý thuyền và đổ bộ diễn ra tại Đảo Vieques, Puerto Rico. Huấn luyện tăng diễn ra tại Trại Knox, Kentucky và Trại Benning, Georgia. Huấn luyện phá hoại và xâm nhập dưới nước diễn ra tại Belle Chase gần New Orleans.
CIA đã sử dụng máy bay vận tải Douglas C-54 để gửi người, lương thực, và vũ khí bay từ Florida vào ban đêm. Những chiếc Curtiss C-46 cũng được dùng để vận tải giữa Retalhuleu và căn cứ của CIA có tên JMTide (hay Happy Valley), tại Puerto Cabezas, Nicaragua. Ngày 9 tháng 4 năm 1961, nhân sự, tàu bè, và máy bay của Lữ đoàn 2506 bắt đầu được chuyển từ Guatemala sang Puerto Cabezas, Nicaragua.
Đầu năm 1961, quân đội Cuba sở hữu các loại vũ khí do Liên Xô thiết kế như xe tăng T-34 và IS-2 Stalin, SU-100 tự hành chống tăng, pháo bức kích 122 mm, các loại pháo và vũ khí hạng nhẹ khác, trong đó có cả pháo bức kích 105 mm của Ý. Không quân Cuba được trang bị các loại khí tài như máy bay ném bom hạng nhẹ Douglas B-26 Invader, chiến đấu cơ Hawker Sea Fury, và phản lực Lockheed T-33, tất cả đều là những thứ để lại từ Fuerza Aérea del Ejército de Cuba (FAEC), không quân Cuba dưới thời chính quyền Batista.
Do đã tiên lượng được cuộc xâm nhập, Che Guevara đã nhấn mạnh tầm quan trọng của lược lượng dân quân vũ trang, nói rằng "mọi người dân Cuba phải là một đội quân du kích, mỗi một người Cuba phải học cách sử dụng súng và khi cần phải dùng chúng để bảo vệ đất nước."

## Những cảnh báo trước cuộc xâm lược
Lực lượng an ninh phòng thủ của Cuba đã biết về cuộc xâm lược sắp tới, thông qua mạng lưới tình báo bí mật của họ, cũng như qua những cuộc nói chuyện bị rò rỉ giữa những thành viên của lữ đoàn, một số nghe được tại Miami và được lặp lại tại Hoa Kỳ và các bản tin báo chí ngoại quốc khác. Tuy nhiên, nhiều ngày trước cuộc xâm lược, đã có một số hành động phá hoại được thực hiện, như cuộc tấn công phá hoại tại cửa hàng bách hóa El Encanto ở La Habana ngày 13 tháng 4, giết chết một nhân viên cửa hàng. Chính quyền Cuba cũng đã được các nhân viên cấp cao của KGB, lần lượt là Osvaldo Sánchez Cabrera và "Aragon" cảnh báo, những người này đã chết thảm khốc trước và sau cuộc xâm lược. Người dân Cuba nói chung không được biết điều gì sắp xảy ra, ngoại trừ Đài phát thanh Swan do CIA tài trợ. Vào tháng 5 năm 1960, hầu như mọi phương tiện liên lạc công cộng đều nằm trong tay chính quyền.
Một bài viết của báo Washington Post ngày 29 tháng 4 năm 2000 có tên "Liên Xô biết được ngày tấn công Cuba", đã nói rằng CIA có được thông tin nói rằng Liên Xô đã biết trước cuộc xâm lược sẽ diễn ra mà không báo cho Kennedy.  Đài phát thành Moskva đã phát đi một bản tin tiếng Anh vào ngày 13 tháng 4 năm 1961 tiên đoán một cuộc xâm lược "theo một kịch bản do CIA dàn dựng" sử dụng những "tên tội phạm" do CIA trả lương trong tuần tới. Cuộc xâm lược diễn ra bốn ngày sau đó.
Theo Đại sứ Anh tại Hoa Kỳ, David Ormsby-Gore, tình báo Anh cho rằng đa số người dân Cuba ủng hộ Fidel và sẽ khó mà xảy ra hiện tượng đào ngũ hoặc khởi nghĩa hàng loạt sau khi xâm lược, điều này cũng đã được chuyển tới CIA. Đa số các phân tích gần đây cho thấy các nguồn tin dùng trong dự đoán tình báo của Ormsby-Gore không hề biết các tình tiết liên quan.

## Ngay trước vụ xâm nhập

### Tấn công bằng không quân vào các sân bay (15 tháng 4)
Trong đêm ngày 14, rạng sáng ngày 15 tháng 4, người ta lên kế hoạch đổ bộ nghi binh gần Baracoa, tỉnh Oriente, với khoảng 164 quân Cuba lưu vong dưới sự chỉ huy của Higinio 'Nino' Diaz. Tàu mẹ, có tên 'La Playa' hoặc 'Santa Ana', đã đi từ Key West mang cờ hiệu của Costa Rica. Một số tàu khu trục của Hải quân Mỹ thả neo gần bờ biển vịnh Guantanamo để tạo cảm giác đang chờ đổ bộ. Thuyền trinh sát đã trở lại tàu sau khi nhận thấy có hoạt động của lực lượng dân quân Cuba dọc bờ biển.
Tiếp theo đó, vào rạng sáng, một máy bay thăm dò khu vực Baracoa được phóng đi từ Santiago de Cuba. Đó là chiếc FAR T-33, do Trung úy Orestes Acosta cầm lái, rồi cắm thẳng xuống biển, có thể do phi công mệt mỏi hoặc máy móc hỏng hóc. Vào ngày 17 tháng 4, người ta đồn rằng đây là một tên đào ngũ.
Vào khoảng 6 giờ sáng giờ Cuba ngày 15 tháng 4 năm 1961, tám máy bay ném bom Douglas B-26B Invader chia làm ba nhóm, đồng thời tấn công ba sân bay của Cuba, tại San Antonio de Los Baños và tại Ciudad Libertad (trước đó có tên là Campo Columbia), đều gần La Habana, cộng với Sân bay Quốc tế Antonio Maceo ở Santiago de Cuba. Những chiếc B-26 đã được CIA chuẩn bị trên danh nghĩa Lữ đoàn 2506, và được sơn dấu hiệu của FAR (Fuerza Aérea Revolucionaria), lực lượng không quân cách mạng Cuba. Mỗi chiếc đều được trang bị bom, hỏa tiễn và súng máy. Chúng đã bay từ Puerto Cabezas ở Nicaragua, và được các phi công và hoa tiêu Cuba lưu vong tự gọi mình là Fuerza Aérea de Liberación (FAL). Mục đích của điệp vụ này (bí danh Chiến dịch Puma) là để phá hủy phần lớn hoặc tất cả máy bay vũ trang của không quân Cuba nhằm chuẩn bị cho cuộc đổ bộ chính. Tại Santiago, hai máy bay tiêm kích được báo cáo đã phá hủy một máy bay vận tải C-47, một thủy phi cơ PBY Catalina, hai B-26 và một máy bay dân sự DC-3 cộng với vài máy bay dân sự khác. Tại San Antonio, ba chiếc tiêm kích đã báo cáo phá hủy được 3 chiếc B-26, một Sea Fury và một T-33 của Không quân Cuba, có một chiếc tiêm kích đổi hướng quay về Cayman Lớn do thiếu nhiên liệu. Tại Ciudad Libertad, ba chiếc tiêm kích báo chỉ phá hủy được các loại máy bay không còn vận hành như hai chiếc F-47 Thunderbolts. Một trong các chiến đấu cơ này đã bị lưới đạn phòng không tiêu diệt, rơi cách Cuba khoảng 50 km về phía bắc, đội bay gồm Daniel Fernández Mon và Gaston Pérez đều chết. Chiếc B-26 đồng hành với nó tiếp tục bay về hướng bắc và hạ cánh tại sân bay Boca Chica (Naval Air Station Key West), Florida. Đội bay, José Crespo và Lorenzo Pérez-Lorenzo, được trao quyền tỵ nạn chính trị và ngày hôm sau thì quay về Nicaragua qua ngả Miami thông qua chuyến bay hàng ngày của CIA từ Sân bay Opa-Locka đến Puerto Cabezas. Chiếc B-26 của họ, được đánh số 933 trùng với ít nhất là hai chiếc B-26 khác nhằm làm nhiễu loạn thông tin, được giữ lại cho đến cuối ngày 17 tháng 4.

### Chuyến bay giả (15 tháng 4)
Khoảng 90 phút sau khi tám chiếc B-26 cất cánh từ Puerto Cabezas để tấn công các sân bay của Cuba, một chiếc B-26 đã cất cánh nhằm nghi binh bay gần Cuba nhưng hướng đến Florida ở phía bắc. Cũng như các nhóm ném bom, nó mang dấu hiệu giả của Quân cách mạng Cuba và cùng con số 933 như hai chiếc khác. Trước khi cất cánh, miếng bọc động cơ của một trong hai động cơ của máy bay được các nhân viên CIA tháo ra, bắn vào đó, rồi lắp lại để ngụy tạo rằng chiếc máy bay đã bị bắn đâu đó trên đường bay. Sau khi đã đặt được khoảng cách an toàn về phía bắc Cuba, phi công làm hư động cơ có dấu đạn sẵn, rồi báo cuộc gọi cấp cứu, yêu cầu được phép hạ cánh khẩn cấp xuống sân bay Quốc tế Miami. Phi công là Mario Zúñiga, trước thuộc không quân Cuba, và sau khi hạ cánh ông ta khai mình là "Juan Garcia", và tuyên bố là ba đồng chí khác cũng đã đào ngũ khỏi Quân đội Cuba. Hôm sau ông được trao quyền tỵ nạn chính trị và đêm đó quay trở lại Puerto Cabezas qua Opa-Locka.

### Phản ứng (15 tháng 4)
Vào 10:30 sáng ngày 15 tháng 4 tại Liên Hợp Quốc, Bộ trưởng Ngoại giao Cuba Raúl Roa đã buộc tội Mỹ đã tấn công bằng không quân vào Cuba, và chiều hôm đó chính thức đệ trình bản kiến nghị lên Ủy ban Chính trị của Đại hội đồng Liên Hợp Quốc. Phản ứng lại, đại sứ Mỹ tại Liên Hợp Quốc Adlai Stevenson cho rằng không quân Hoa Kỳ không "có cớ gì" can thiệp vào Cuba, và rằng Hoa Kỳ sẽ làm mọi thứ trong khả năng của mình để đảm bảo rằng không có công dân Hoa Kỳ nào tham dự vào các hành động chống Cuba. Ông cũng nói rằng những lính đào ngũ Cuba mới là người thực hiện những vụ tấn công vào hôm đó, và ông đưa ra bức ảnh của Thông tấn xã Hoa Kỳ chụp chiếc B-26 của Zuniga có phù hiệu Cuba tại sân bay Miami. Stevenson sau đó rất xấu hổ khi nhận ra CIA đã nói dối ông và Ngoại trưởng Dean Rusk.
Ngày 15 tháng 4, cảnh sát quốc gia, do Efigenio Ameijeiras chỉ huy, bắt đầu bắt giữ hàng ngàn cá nhân tình nghi phản cách mạng, và giam giữ họ tại những địa điểm tạm thời như Nhà hát Blanquita, khu vực hào của Fortaleza de la Cabana và Lâu đài Principe Castle đều ở La Habana, một khu chơi bóng chày ở Matanzas.

### Chiến tranh cuội (16 tháng 4)
Vào đêm 15 rạng sáng 16 tháng 4, nhóm Nino Diaz thất bại trong nỗ lực đổ bộ nghi binh lần thứ hai vào địa điểm mới gần Baracoa.
Ngày hôm đó, Merardo Leon, Jose Leon, và 14 người khác bị phục kích tại Đất Las Delicias ở Las Villas, chỉ có bốn người sống sót. Leonel Martinez và 12 người khác lánh về nông thôn.
Sau cuộc tấn công bằng không quân ngày 15 tháng 4 năm 1961, quân đội Cuba đã chuẩn bị cho lực lượng vũ trang của mình với ít nhất là bốn chiếc T-33, bốn Sea Fury và năm hoặc sáu B-26. Tất cả ba loại này đều có thể trang bị súng máy và hỏa tiễn không đối không và oanh tạc thuyền và các lực lượng trên bộ. Những người lên kế hoạch CIA được báo cáo lại là đã không khám phá ra là những chiếc phản lực T-33 do Hoa Kỳ cung cấp đều đã được trang bị súng máy M-3 từ lâu. Những chiếc Sea Fury và B-26 cũng có thể mang theo bom, để tấn công tàu thuyền và xe tăng.
Không còn vụ tấn công bằng không quân nào khác vào các phi trường và máy bay của Cuba trước ngày 17 tháng 4, nhưng các tuyên bố cường điệu của phi công đã khiến CIA tin vào sự thành công của vụ tấn công ngày 15 tháng 4, cho đến khi hình ảnh do thám từ chiếc U-2 vào ngày 16 tháng 4 cho thấy điều ngược lại. Vào cuối ngày 16 tháng 4, Tổng thống Kenedy ra lệnh hủy các vụ tấn công vào sân bay được lên kế hoạch thực hiện vào rạng sáng ngày 17 tháng 4, để cố gắng phủ nhận sự liên can trực tiếp của Hoa Kỳ.
Cuối ngày 16 tháng 4 năm 1961, đội tàu xâm lược CIA/Lữ đoàn 2506 tụ nhau tại "Điểm tụ quân Zulu", nằm về phía nam Cuba khoảng 65 km, đã di chuyển từ Puerto Cabezas, Nicaragua nơi tải quân và các quân trang khác, sau khi đã tải vũ khí và lương thực tại New Orleans. Chiến dịch của Hải quân Mỹ có bí danh Bumpy Road, đổi tên từ Crosspatch vào ngày 1 tháng 4 năm 1961. Đội tàu này, được sơn nhãn mã hóa của "Lực lượng Viễn chinh Cuba", gồm năm tàu vận tải 2.400 tấn (chưa tải) do CIA mướn từ Quân Garcia và được trang bị súng chống máy bay. Bốn chiếc tàu, Houston (bí danh Aguja), Río Escondido (bí danh Balena), Caribe (bí danh Sardina), và Atlántico (bí danh Tiburon), được dự tính sẽ vận tải 1.400 quân chia thành bảy tiểu đoàn gần khu vực bờ biển đổ bộ. Chiếc tàu vận tải thứ năm, Lake Charles, tải lương thực theo sau và một số nhân viện xâm nhập Chiến dịch 40. Những tàu vận tải này treo cờ hiệu Liberia. Đi chung với chung là hai chiếc Tàu đổ bộ "được mua" từ Tập đoàn Zapata và được trang bị vũ khí hạng nặng tại Key West, sau đó luyện tập và huấn luyện tại Đảo Vieques. Những chiếc Tàu đổ bộ này là Blagar (bí danh Marsopa) và Barbara J (bí danh Barracuda), treo cờ hiệu Nicaragua. Những chiếc tàu của Lực lượng Viễn chinh Cuba được hộ tống theo từng chiếc (bên ngoài tầm nhìn) đến Điểm Zulu bởi các tàu khu trực của Hải quân Hoa Kỳ USS Bache, USS Beale, USS Conway, USS Cony, USS Eaton, USS Murray, USS Waller. Một lực lượng đặc nhiệm đã tập hợp phía xa Quần đảo Cayman, gồm có tàu sân bay USS Essex với chỉ huy lực lượng John A. Clark (Đô đốc), tàu đột kích trực thăng USS Boxer, tàu khu trục USS Hank, USS John W. Weeks, USS Purdy, USS Wren, và tàu ngầm USS Cobbler và USS Threadfin. Tàu chỉ huy và điều vận USS Northampton và tàu sân bay USS Shangri-La cũng được báo cáo đã hiện diện tại vùng biển Caribê vào thời điểm đó. USS San Marcos là Bến tàu đổ bộ mang ba LCU (Tàu vận tải quân dụng đổ bộ) và bốn LCVP (tàu vận tải xe cộ, nhân viên để bộ). San Marcos đã đi từ Đảo Vieques. Tại Point Zulu, bảy tàu của Lực lượng Viễn chính đi về hướng bắc mà không có sự hộ tống của Hải quân Hoa Kỳ, ngoại trừ chiếc San Marcos tiếp tục được hộ tống cho đến khi bảy tàu đổ bộ đã thả quân ngay phía ngoài biên giới lãnh thổ Cuba 5 km.

## Xâm lược

### Ngày xâm lược (17 tháng 4)
Trong suốt đêm ngày 16, sáng ngày 17 tháng 4, một cuộc đổ bộ nghi binh được các đặc vụ CIA sắp xếp gần Bahia Honda, tỉnh Pinar del Rio. Một đội nhỏ gồm các thuyền nhẹ kéo theo những chiếc bè trên có đặt các thiết bị phát ra âm thanh và các hiệu ứng khác để tạo cảm giác có một cuộc đổ bộ xâm lược bằng tàu. Nguồn tin từ Cuba sau này báo cáo rằng vì cuộc nghi binh này mà Fidel Castro đã rời khỏi mặt trận vịnh Con Lợn trong một thời gian ngắn.
Vào khoảng 00.00 ngày 17 tháng 4 năm 1961, hai nhóm bộ binh đổ bộ Blagar và Barbara J, mỗi đội có một "sĩ quan điều hành" của CIA cùng một Đội Phá hoại dưới mặt nước với 5 người nhái, xâm nhập vịnh Con Lợn (Bahía de Cochinos) ở bờ biển phía nam Cuba. Theo sau các nhóm này là một lực lượng gồm bốn tàu vận tải (Houston, Río Escondido, Caribe, và Atlántico) chở khoảng 1.300 bộ binh người Cuba lưu vong của Lữ đoàn 2506, cùng với xe tăng và các loại xe bọc thép khác trên tàu đổ bộ. Vào khoảng 01.00, chiếc Blagar, với vai trò là tàu chỉ huy chiến trường, hướng về địa điểm đổ bộ chính tại Playa Girón (Bãi xanh biển), đi đầu là nhóm người nhái lái xuồng cao su, sau đó là nhóm quân trên Caribe đi trong những chiếc xuồng nhôm nhỏ, rồi đến các tàu LCVP và LCU. Nhóm Barbara J, dẫn đầu chiếc Houston, cũng đổ quân cách đó 35 km về phía đông tây tại Playa Larga (Bãi đỏ), dùng xuồng sợi thủy tinh nhỏ. Việc thả quân vào đêm bị trì hoãn, do hỏng máy và một số chiếc xuồng bị hỏng do va phải đá ngầm. Một vài dân quân trong khu vực đã cảnh báo nhanh chóng cho quân đội Cuba ngay sau khi có cuộc đổ bộ đầu tiên, trước khi đội quân xâm lược tiêu diệt sự kháng cự của họ.
Vào rạng sáng lúc khoảng 06.30, các máy bay Sea Fury, B-26 và T-33 của Không quân Cuba bắt đầu tấn công tàu của Đội quân viễn chinh Cuba lúc đó vẫn tải thả quân. Vào khoảng 06.50, cách 8 km về phía nam Playa Larga, Houston cũng bị hư hỏng do bị tên lửa từ một chiếc Sea Fury và T-33, đến khoảng hai giờ đồng hồ sau thuyền trưởng Luis Morse ra lệnh kéo thuyền lên phía tây vịnh. Khoảng 270 đã được thả xuống, nhưng khoảng 180 trong số đó bị chết chìm hoặc bị bắn chết trên bờ, khiến họ không thể tiến hành công việc nào khác. Vào khoảng 07.00, hai chiếc B-26 của Giải phóng quân tấn công và đánh chìm tàu Hộ tống Tuần dương Hải quân Cuba El Baire tại Nueva Gerona trên Đảo Thông. Hai chiếc này tiếp tục bay tới Giron để nhập vào hai chiếc B-26 khác cùng tấn công lực lượng bộ binh Cuba và yểm trợ trên không cho các máy bay thả dù C-46 và các tàu của Lực lượng Viễn chinh Cuba đang bị không kích. Vào khoảng 07.30, năm máy bay vận tải C-46 và một C-54 thả 177 lính dù trong tiểu đoàn dù Lữ đoàn 2506 trong điệp vụ có bí danh Chiến dịch Falcon. Khoảng 30 quân cùng với các thiết bị nặng đã được thả xuống phía nam nhà máy đường của Úc trên đường đến Palpite và Playa Larga, nhưng thiết bị thất lạc trong đầm lầy và đội quân này không thể khóa được con đường. Số quân khác được thả xuống San Blas, Jocuma giữa Covadonga và San Blas, và tại Horquitas giữa Yaguaramas và San Blas. Các vị trí này có nhiệm vụ phong tỏa con đường duy trì được hai ngày, cho đến khi được tiếp viện từ bộ binh từ Playa Girón đến.
Vào khoảng 08.30, một chiếc Sea Fury của Quân cách mạng do phi công Carlos Ulloa Arauz lái đâm vào vịnh, do bị mất lái hoặc trúng đạn phòng không, sau khi đụng độ với một chiếc C-46 của Giải phóng quân đang trở về phía nam sau khi thả lính dù. Đến 09.00, quân đội và dân quân Cuba từ bên ngoài khu vực bắt đầu tiến đến nhà máy đường của Úc, Covadonga và Yaguaramas. Suốt hôm đó, họ liên tục được tăng viện quân, xe thiết giáp và tăng thường được chở tới bằng xe tải. Vào khoảng 09.30, nhiều chiếc Sea Fury và T-33 của Quân cách mạng tấn công bằng tên lửa vào tàu Rio Escondido, khiến nó bị nổ tung và chìm cách Girón 3 km.
Vào khoảng 11.00, một chiếc T-33 của Quân cách mạng tấn công chiếc B-26 (mã số 935) của Quân giải phóng do Matias Farias lái, nhưng may mắn sống sót khi máy bay rơi tại sân bay Girón, hoa tiêu Eduardo Gonzales đã chết vì bị bắn. Chiếc B-26 đi chung bị thiệt hại và phải chuyển hướng đến Đảo Cayman Lớn; Phi công Mario Zúñiga ("kẻ đào ngũ") và hoa tiêu Oscar Vega quay lại Puerto Cabezas trên chiếc C-54 của CIA vào ngày 18 tháng 4. Đến khoảng 11.00, hai chiếc tàu vận tải còn lại Caribe và Atlántico, và những chiếc LCI và LCU của CIA, bắt đầu rút lui về phía nam để đến vùng hải phận quốc tế, nhưng vẫn bị máy bay của Quân cách mạng đuổi theo. Đến khoảng 12.00, chiếc B-26 của Quân cách mạng bị hỏa lực phòng không của Blagar bắn nổ tung, và phi công Luis Silva Tablada (chỉ mới là lần bay thứ hai) cùng phi hành đoàn ba người đều tử nạn. 
Đến 12.00, hàng trăm dân quân là học viên các trường quân sự tại Matanzas đã chiếm được Palpite, và thận trọng đi bộ tiến về Playa Larga ở phía nam, chịu nhiều tổn thất trong những trận tấn công của những chiếc FAL B-26. Vào lúc chạng vạng, các lực lượng mặt đất khác của Cuba dần tiến về phía nam từ Covadonga và phí tây từ Yaguaramas tới San Blas, và phí tây dọc theo các con đường ven biển từ Cienfuegos tới Girón, toàn bộ lực lượng đều không có vũ khí nặng hay phương tiện thiết giáp. Trong ngày, ba chiếc FAL B-26 đã bị những chiếc T-33 bắn hạ, với các phi công Raúl Vianello, José Crespo, Osvaldo Piedra và các hoa tiêu Lorenzo Pérez-Lorenzo và José Fernández thiệt mạng. Hoa tiêu của Vianello là Demetrio Pérez đã thoát được ra ngoài và được chiếc USS Murray vớt lên. Phi công Crispín García Fernández và hoa tiêu Juan González Romero, trong chiếc B-26 số hiệu 940, đã chuyển hướng tới Boca Chica, nhưng buổi tối muộn hôm đó họ đã tìm cách bay trở lại Puerto Cabezas trong chiếc B-26 số hiệu 933 mà Crespo đã bay tới Boca Chica ngày 15 tháng 4. Trong tháng 10 năm 1961, những mảnh xác của chiếc B-26 và hai phi công của nó cuối cùng được tìm thấy trong rừng rậm ở Nicaragua. Một chiếc FAL B-26 đã chuyển hướng tới Grand Cayman với động cơ hỏng. Tới 16.00, Fidel Castro đã tới trung tâm nhà máy đường Australia, gia nhập với José Ramón Fernández người đã được ông chỉ định làm chỉ huy chiến trước trước buổi sáng ngày hôm đó.
Ngày 17 tháng 4 năm 1961, Osvaldo Ramírez (khi ấy là lãnh đạo của cuộc khởi nghĩa nông thôn chống Castro) bị bắt tại Aromas de Velázquez và bị hành quyết ngay lập tức. CIA không biết hay không quan tâm tới những hiệu ứng mang tính biểu hiện này trong chiến dịch đã được lên kế hoạch sẵn.
Vào khoảng lúc 21.00 ngày 17 tháng 4 năm 1961, một cuộc tấn công ban đêm của ba chiếc FAL B-26 vào sân bay San Antonio de Los Baños thất bại, được cho là do khả năng kém và điều kiện thời tiết. Hai chiếc B-26 khác đã từ bỏ nhiệm vụ sau khi cất cánh. Các nguồn tin khác cho rằng đạn phòng không dày đặc đã khiến các phi đội sợ hãi, khói từ các súng phòng không này có lẽ đã được lấy làm một lời giải thích tốt về "tầm nhìn kém".

### Ngày xâm lược cộng 1 (D+1) 18 tháng 4
Tới khoảng 10.30 ngày 18 tháng 4, quân đội và du kích Cuba, được sự hỗ trợ của xe tăng, đã chiếm Playa Larga sau khi các lực lượng Lữ đoàn đã bỏ chạy về phía Girón trong những giờ trước đó. Trong ngày, các lực lượng Lữ đoàn rút về San Blas dọc theo hai con đường từ Covadonga và Yaguaramas. Tới khi ấy, cả Fidel Castro và José Ramón Fernández đều đã chuyển tới khu vực mặt trận đó.
Khoảng 17.00 ngày 18 tháng 4, những chiếc FAL B-26 tấn công một đoàn 12 xe buýt dân sự Cuba chạy trước những chiếc xe tải chở xe tăng và xe thiết giáp khác, đi về phía nam giữa Playa Larga và Punta Perdiz. Những chiếc xe, chở đầy thường dân, quân du kích, cảnh sát và binh sĩ, bị tấn công bằng bom, napalm và tên lửa, chịu lượng thương vong lớn. Sáu chiếc B-26 do hai phi công hợp đồng của CIA và bốn phi công khác cùng sáu hoa tiêu từ Lữ đoàn không quân 2506 điều khiển. Đoàn xe sau đó lại tập hợp lại và tiến về Punta Perdiz, khoảng 11 km tây bắc Giron.

### Ngày xâm lược cộng 2 (D+2) 19 tháng 4
Trong đêm ngày 18 tháng 4, một chiếc FAL C-46 chở vũ khí và trang bị tới sân bay Girón đã được các lực lượng mặt đất của Lữ đoàn 2506 chiếm, và cất cánh trước rạng đông ngày 19 tháng 4. Chiếc C-46 cũng di tản Matias Farias, phi công của chiếc B-26 serie '935' (mã hiệu Chico Two) đã bị bắn và phải hạ cánh khẩn cấp xuống Girónngày 17 tháng 4.
Phi vụ tấn công đường không cuối cùng (mã hiệu Mad Dog Flight) gồm năm chiếc B-26, bốn chiếc trong số đó do các phi phi đội hợp đồng người Mỹ của CIA và các phi công thuộc Alabama Air Guard điều khiển. Một chiếc FAR Sea Fury (do Douglas Rudd lái) và hai chiếc FAR T-33 (do Rafael del Pino và Alvaro Prendes lái) bắn hạ hai trong số những chiếc B-26 đó, làm thiệt mạng bốn phi công Mỹ.
Những cuộc tuần tra chiến đấu trên không do những chiếc phản lực Douglas A4D-2N Skyhawk thuộc phi đội VA-34 hoạt động từ USS Essex thực hiện, với các dấu hiệu quốc tịch cùng các dấu hiệu khác đã bị xoá bỏ. Những chuyến xuất kích chỉ để đảm bảo tinh thần cho các binh sĩ Lữ đoàn và các phi công, và để đe doạ các lực lượng của chính phủ Cuba mà không tham gia trực tiếp vào các hoạt động chiến tranh.
Không có sự hỗ trợ không quân trực tiếp, và thiếu đạn dược, các lực lượng mặt đất của Lữ đoàn 2506 đã lùi về các bãi biển trước sự tấn công mạnh mẽ của pháo binh, xe tăng và bộ binh chính phủ Cuba.
Cuối ngày 19 tháng 4, tàu khu trục USS Eaton (mã hiệu Santiago) và USS Murray (mã hiệu Tampico) đã dời tới vịnh Con Lợn để di tản các binh sĩ Lữ đoàn đang rút lui khỏi các bãi biển, trước khi những loạt đạn từ xe tăng của Cuba buộc Commodore Crutchfield phải ra lệnh rút lui.

### Ngày xâm lược cộng 3 (D+3) 20 tháng 4
Từ ngày 19 tháng 4 đến khoảng 22 tháng 4, các chuyến xuất kích được thực hiện bởi những chiếc A4D-2N để có thông tin trinh sát bằng mắt thường về các khu vực chiến sự. Các chuyến bay trinh sát cũng thông báo về những phi đội Douglas AD-5W của VFP-62 và/hay VAW-12 từ USS Essex hay các tàu sân bay khác, như USS Shangri-La rằng đó là một phần của lực lượng đặc nhiệm đã được thiết lập ngoài khơi Đảo Cayman.
Ngày 21 tháng 4, Eaton và Murray, được tăng cường thêm những chiếc khu trục USS Conway và USS Cony, cộng với USS Threadfin (tàu ngầm) và một thủy phi cơ PBY-5A Catalina của CIA vào ngày 22 tháng 4, tiếp tục tìm kiếm dọc bờ biển, rặng đá ngần và các hòn đảo để cứu những người còn sống sót thuộc Lữ đoàn, khoảng 24-30 người đã được cứu.

## Hậu quả

### Thương vong
Tổng cộng số phi công thiệt mạng trong chiến dịch gồm 6 người thuộc Không quân Cuba, 10 người Cuba lưu vong và 4 người Mỹ. Lính dù người Mỹ Eugene Herman Koch thiệt mạng trong chiến đấu, và các phi công Mỹ bị bắn hạ gồm Thomas W Ray, Leo F Baker, Riley W Shamburger và Wade C Gray. Năm 1979, thi thể Thomas 'Pete' Ray được Cuba trả về nước. Trong thập niên 1990, CIA thừa nhận những liên quan của ông tới tổ chức này, và trao cho ông Intelligence Star. 114 người Cuba lưu vong từ Lữ đoàn 2506 được thông báo là đã thiệt mạng trong chiến đấu.
Thiệt hại của Cuba trong cuộc xung đột được thông báo khá khác biệt lên tới 4,000 người chết, bị thương hay mất tích , theo một nguồn khác khoảng 5,000 người. các nguồn tin Cuba thông báo hơn 2,200 thương vong. Con số cuối cùng được thông báo là 176 người thiệt mạng trong chiến đấu thuộc các lực lượng vũ trang Cuba trong cuộc xung đột. Con số này có thể chỉ là thiệt hại của quân đội Cuba, không gồm thường dân chết hoặc bị thương do pháo kích và oanh tạc, vì thế tổng cộng khoảng 2,000 (có lẽ tới 5,000, xem bên trên) người Cuba có thể đã thiệt mạng, bị thương hay mất tích. Các cuộc tấn công vào phi trường ngày 15 tháng 4 khiến 7 người Cuba thiệt mạng và 54 người bị thương.

### Tù binh
Ngày 18 tháng 4 năm 1961, ít nhất bảy người Cuba cộng hai công dân Hoa Kỳ do CIA thuê (Angus K. McNair và Howard F. Anderson) đã bị hành quyết tại tỉnh Pinar del. Ngày 20 tháng 4, Humberto Sorí Marin bị hành quyết tại Fortaleza de la Cabana, ông đã bị bắt ngày 18 tháng 3 sau khi xâm nhập vào Cuba với 14 tấn chất nổ. Những người bạn của ông và là người chủ mưu Rogelio Gonzalez Corzo (còn gọi là "Francisco Gutierrez"), Rafael Diaz Hanscom, Eufemio Fernandez, Arturo Hernandez Tellaheche và Manuel Lorenzo Puig Miyar cũng bị hành quyết.
Từ tháng 4 đến tháng 10 năm 1961, hàng trăm vụ hành quyết đã diễn ra để trả đũa cuộc xâm lược. Chúng được thực hiện ở nhiều nhà tù, gồm cả Fortaleza de la Cabaña và El Morro Castle. Các lãnh đạo đội xâm nhập Antonio Diaz Pou và Raimundo E. Lopez, cũng như các sinh viên hoạt động ngầm Virgilio Campaneria, Alberto Tapia Ruano, cùng hơn một trăm người nổi dậy khác cũng bị hành quyết.
Khoảng 1,204 người thuộc Lữ đoàn 2506 đã bị bắt trong đó 9 người chết vì ngạt thở khi được chuyển tới La Habana trong chiếc xe tải đông đúc. Tháng 5 năm 1961, Fidel Castro hứa trao đổi những tù binh còn sống của Lữ đoàn lấy 500 máy cầy lớn. Giá trị trao đổi lên tới US$28 triệu. Ngày 8 tháng 9 năm 1961, 14 tù binh Lữ đoàn bị kết án tra tấn, giết người và các tội ác khác đã thực hiện ở Cuba trước cuộc xâm lược, năm người bị hành quyết và chín người bị bỏ tù 30 năm. Ba người được xác nhận đã bị hành quyết gồm Ramon Calvino, Emilio Soler Puig ('el Muerte') và Jorge King Yun ('el Chino'). Ngày 29 tháng 3 năm 1962, 1,179 người bị đưa ra xét xử vì phản bội. Ngày 7 tháng 4 năm 1962, tất cả đều bị tuyên bố phạm tội và kết án 30 năm tù. Ngày 14 tháng 4 năm 1962, 60 người bị thương và các tù nhân ốm yếu được trả tự do và được chuyển về Hoa Kỳ.
Ngày 21 tháng 12 năm 1962, Thủ tướng Cuba Fidel Castro và James B. Donovan, một luật sư Mỹ, đã ký một thoả thuận trao đổi 1,113 tù binh lấy US$53 triệu bằng lương thực và thuốc men; số tiền được quyên góp từ các nhà tài trợ tư nhân. Ngày 24 tháng 12 năm 1962, một số tù nhân được máy bay đưa về Miami, những người khác đi trên chiếc tàu African Pilot, cộng với khoảng 1,000 thành viên gia đình họ cũng được cho phép rời Cuba. Ngày 29 tháng 12 năm 1962, Tổng thống John F. Kennedy tham dự một buổi lễ 'welcome back' (chào mừng trở lại) cho các cựu chiến binh Lữ đoàn 2506 tại Orange Bowl ở Miami, Florida.

### Quan hệ chính trị
Cuộc xâm lược thất bại đã gây rắc rối lớn cho chính quyền Kennedy và khiến Castro trở nên lo ngại về một sự can thiệp trong tương lai của Mỹ vào Cuba. Tháng 8 năm 1961, trong một hội nghị kinh tế của Tổ chức các Quốc gia châu Mỹ tại Punta del Este, Uruguay, Che Guevara đã gửi một bức thư tới Kennedy thông qua Richard N. Goodwin, một thư ký của Nhà Trắng. Trong đó có viết: "Cảm ơn về Playa Girón. Trước cuộc xâm lược, cuộc cách mạng yếu ớt. Bây giờ nó mạnh hơn bao giờ hết."
Ngoài ra, Guevara đã trả lời một loạt câu hỏi của Leo Huberman thuộc tờ Monthly Review sau cuộc xâm lược. Trong một câu trả lời, Guevara được yêu cầu giải thích số lượng ngày càng tăng những người phản cách mạng và đào tẩu khỏi chế độ, ông đã trả lời rằng cuộc xâm lược bị đẩy lui là cực điểm của phản cách mạng và rằng những hậu quả của những hành động đó "hầu như bằng không." Về việc một số nhân vật nổi bật trong chính phủ Cuba đào tẩu, Guevara lưu ý rằng điều này bởi vì "cuộc cách mạng xã hội chủ nghĩa để lại những kẻ cơ hội, tham vọng và sợ hãi phía sau và hiện đang tiến tới một chế độ mới không có tầng lớp ký sinh đó."

## Phân tích sau này

### Cuộc điều tra của Maxwell Taylor
Ngày 22 tháng 4 năm 1961, Tổng thống Kennedy đã yêu cầu Tướng Maxwell D. Taylor, Tổng trưởng lý Robert F. Kennedy, Đô đốc Arleigh Burke và Giám đốc Cục Tình báo Trung ương Allen Dulles báo cáo về những bài học có được từ chiến dịch thất bại. Ngày 13 tháng 6, Tướng Taylor đệ trình báo cao của Ủy ban Điều tra tới Tổng thống Kennedy. Thất bại được quy cho sự thiếu nhận thức sớm về sự không thể thành công bằng các biện pháp bí mật, thiếu máy bay, các hạn chế về vũ khí, phi công và những cuộc tấn công không quân để tạo ra ưu thế hợp lý và trên hết, thiếu những con tàu quan trọng và thiếu đạn dược.

### Báo cáo của CIA
Tháng 11 năm 1961, nhà điều tra của CIA tướng Lyman B Kirkpatrick, đã thảo ra một báo cáo 'Survey of the Cuban Operation', và nó vẫn được xếp hạng tuyệt mật cho tới năm 1996. Những kết luận gồm:
1. CIA đã vượt quá những khả năng của mình khi phát triển dự án từ hỗ trợ du kích để tiến tới hoạt động vũ trang công khai mà không có bất kỳ khả năng thành công nào.
2. Không đánh giá thực tế được các nguy cơ và thông tin một cách thích hợp với các quyết định bên trong và với các thành phần chính phủ khác.
3. Không có sự tham gia đầy đủ của các lãnh đạo lưu vong.
4. Không thể tổ chức một cách hiệu quả sự nổi dậy từ bên trong Cuba.
5. Không thể thu thập và phân tích thông tin tình báo một cách chính xác về các lực lượng của Cuba.
6. Quản lý nội bộ về thông tin và nhân sự kém.
7. Không có đủ nhân sự trình độ cao.
8. Không đủ người nói tiếng Tây Ban Nha, các cơ sở huấn luyện và các nguồn tài nguyên thiết bị.
9. Thiếu các chính sách ổn định và các kế hoạch bất ngờ.

Dù có những sự bác bỏ mạnh mẽ của ban điều hành CIA về các báo cáo, Giám đốc CIA Allen Dulles, Phó giám đốc CIA Charles Cabell, và Phó giám đốc Kế hoạch Richard Bissell đều đã bị buộc phải từ chức vào đầu năm 1962.
Trong những năm sau này, cách ứng xử của CIA trong giai đoạn đó đã trở thành một ví dụ chủ chốt thường được nêu ra về mô hình tâm lý được gọi là triệu ứng Groupthink.
Mật vụ CIA E. Howard Hunt đã phỏng vấn những người Cuba tại La Habana trước vụ xâm lược; trong một cuộc phỏng vấn sau này với CNN, ông đã nói, "…tất cả những thứ tôi có thể tìm ra là rất nhiều tình cảm dành cho Fidel Castro."

### Di sản vụ xâm lược tại Cuba
Cuộc xâm lược thường được công nhận như là đánh dấu việc biến Castro trở nên nổi tiếng hơn, tạo ra thêm các tình cảm quốc gia ủng hộ cho các chính sách kinh tế của ông. Sau những vụ tấn công ban đầu của 8 chiếc B-26 thuộc sở hữu của CIA vào các sân bay Cuba, ông đã tuyên bố cuộc cách mạng "Marxist-Leninist". Sau cuộc xâm lược, ông theo đuổi một quan hệ thân cận hơn với Liên Xô, một phần để được bảo vệ, và điều này giúp mở đường cho cuộc Khủng hoảng tên lửa Cuba một năm rưỡi sau đó. Castro khi ấy đã trở nên lo ngại về sự can thiệp tiếp theo của Hoa Kỳ và càng cởi mở hơn với đề xuất của Liên Xô về việc đặt các vũ khí hạt nhân ở Cuba nhằm đảm bảo an ninh cho nước này. Hiện vẫn có những cuộc diễn tập quân sự được tổ chức hàng năm trên cả nước Cuba trong 'Dia de la Defensa' (Ngày Quốc phòng) để chuẩn bị cho dân chúng trước một cuộc xâm lược.

### Di sản vụ xâm lược với người Cuba lưu vong
Nhiều người chiến đấu cho CIA trong sự kiện Vịnh Con Lợn vẫn trung thành sau cuộc xâm lược. Một số cựu chiến binh từ Sự kiện Vịnh Con Lợn đã trở thành các sĩ quan trong Quân đội Mỹ tại Việt Nam, gồm 6 đại tá, 19 trung tá, 9 thiếu tá, và 29 đại uý. Tính đến tháng 3 năm 2007, khoảng một nửa số thành viên của Lữ đoàn đã qua đời.

## Playa Girón ngày nay

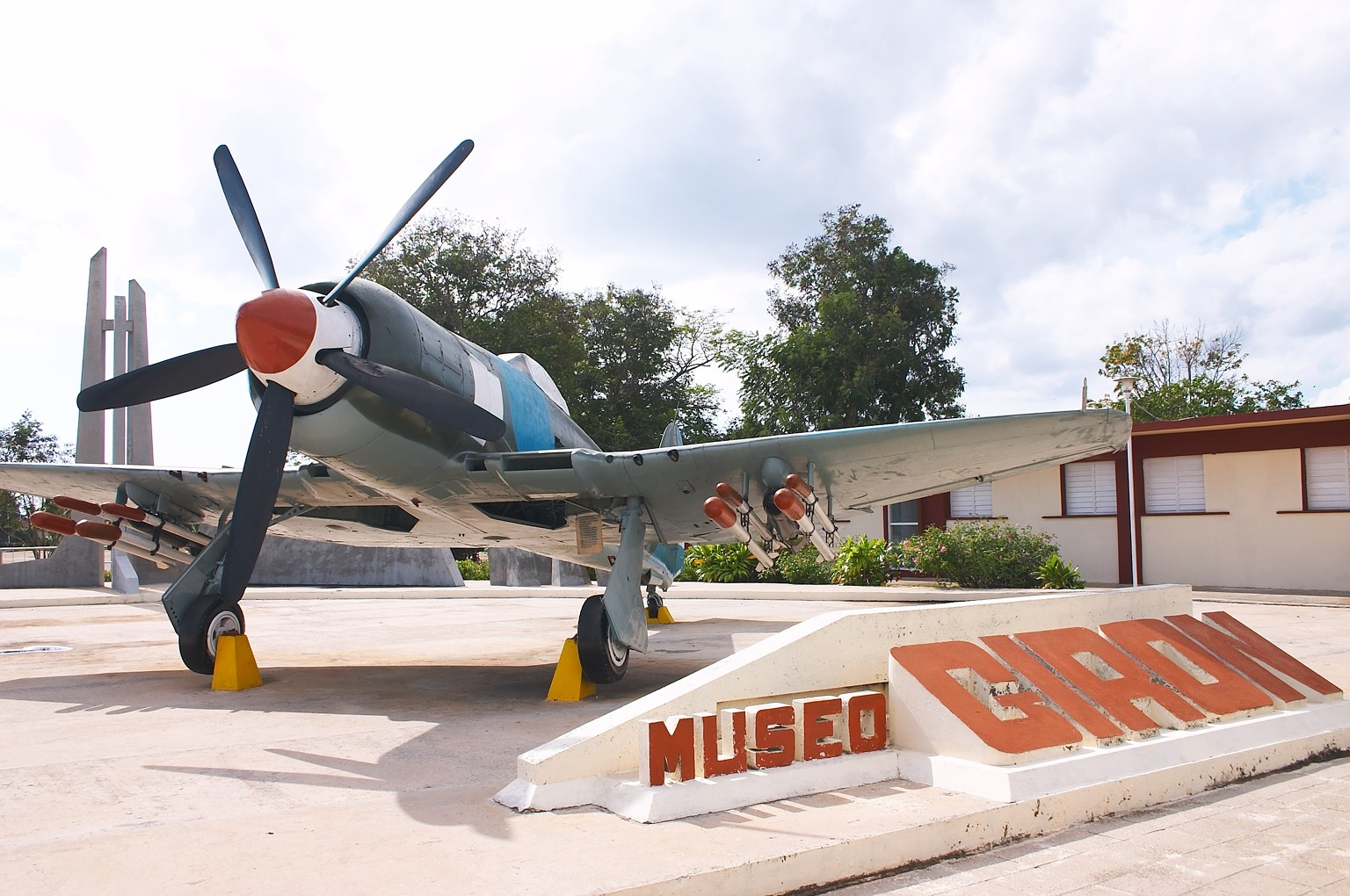
Bảo tàng về vụ xâm lược với một chiếc Hawker Sea Fury được bảo tồn.

Ít di tích còn lại của ngôi làng cũ, mà trong thập niên 1960 là một ngôi làng nhỏ và xa xôi. Nó vẫn xa xôi, với chỉ một con đường duy nhất để đi tới, nhưng đã lớn lên rất nhiều từ cuộc xâm lược. Ít người dân làng hiện nay từng ở đó vào thời điểm cuộc xâm lược. Con đường từ phía bắc được ghi dấu bởi nhiều đài tưởng niệm những người Cuba đã ngã xuống. Có những biển báo thể hiện nơi những kẻ xâm lược đã tụ tập và có những bức ảnh về sự rút chạy của họ. Một lối vào khác của làng có ghi câu nói của Castro rằng vịnh Con Lợn là "thất bại đầu tiên của chủ nghĩa đế quốc Yankee." Một bảo tàng hai phòng, với chiếc máy bay và các thiết bị quân sự khác bên ngoài, có những bức ảnh, vũ khí và bản đồ của cuộc tấn công và những bức ảnh về những binh sĩ Cuba đã tử trận. Những biển hiệu và các đồ vật khác cũng đề cập tới những tên lính đánh thuê" được Mỹ hậu thuẫn.